# Silas Simmons
Silas Simmons, Si Simmons (ur. 14 października 1895? w Filadelfii, zm. 29 października 2006 w Middletown, Delaware) – baseballista amerykański, zawodnik półzawodowych i zawodowych zespołów afroamerykańskich.

## Życiorys
Leworęczny zawodnik, występował na pozycji rzucającego (pitcher) oraz w polu (outfielder). W okresie, gdy jako nastolatek rozpoczynał występy na boiskach baseballowych, panowała segregacja rasowa. Afroamerykanie tworzyli własne drużyny, nie były organizowane jednak oficjalne rozgrywki i zespoły te sporadycznie rywalizowały między sobą. Rozgrywano również mecze przeciwko zespołom złożonym z białych zawodników. Simmons był od 1911 związany z zespołem Germantown Blue Ribbons, który później zmienił nazwę na Homestead Grays. W późniejszych latach występował m.in. w New York Lincoln Giants (1926, w ramach Eastern Colored League) oraz w New York Cuban All-Stars (1929, w ramach Negro National League). Wkrótce po 1929 zakończył karierę sportową. Jego boiskowe zarobki nie były wysokie, w związku z czym łączył występy sportowe z pracą zawodową. Był m.in. posłańcem, szewcem, pracował w handlu. W czasie obu wojen światowych pracował przy załadunku amunicji na okręty.
Był dwukrotnie żonaty, miał pięcioro dzieci. W 1971 przeniósł się z Plainfield (New Jersey) i osiadł w St. Petersburgu na Florydzie. Przeżył zarówno obie żony, jak i wszystkie dzieci. W wieku 104 lat zamieszkał w domu opieki. Odbierał okazjonalne życzenia od kolejnych prezydentów kraju z okazji 100 i 110 urodzin, ale pozostawał zapomniany przez historyków baseballu. Dopiero latem 2006 badacze związani z Society for American Baseball Research dzięki zbiegowi okoliczności dowiedzieli się, że Simmons wciąż żyje. Seniorowi baseballu poświęcono w związku z tym szereg artykułów prasowych (w tym samym roku w Hall of Fame Baseballu umieszczono kilkanaście osób związanych z rozgrywkami afroamerykańskimi).
W uroczystościach 111. urodzin Simmonsa w październiku 2006 uczestniczyło m.in. około 30 dawnych zawodników Negro League. Jubilat zmarł dwa tygodnie później. Data jego urodzin nie jest jednak pewna - na rok 1895 wskazuje karta identyfikacyjna z czasu I wojny światowej, ale w spisie ludności z 1900 Simmons figuruje jako urodzony w listopadzie 1897. Należy wspomnieć, że dane do tego spisu często były pobierane w sposób niezweryfikowany, np. od sąsiadów (błędna w tym spisie jest data urodzenia matki przyszłego sportowca). Z drugiej strony, nawet jeśli faktycznie prawidłowa jest późniejsza data urodzin, Simmons wciąż pozostawałby najstarszym baseballistą w historii (gracz Major League Baseball Chet Hoff zmarł w 1998 w wieku 107 lat).